# Kuźnica Czeszycka
Kuźnica Czeszycka is een plaats in het Poolse district  Milicki, woiwodschap Neder-Silezië. De plaats maakt deel uit van de gemeente Krośnice en telt 270 inwoners.